# 朝月廣臣
朝月 廣臣（あさづき ひろおみ、1944年1月22日 - 2009年9月13日（65歳没））は、日本の元歌手、作曲家。

## 人物
千葉県千葉市出身。1964年に日本コロムビアより『若いんだもの』で歌手としてデビュー。当時の芸名は「朝月景一」だった。
1979年に都はるみと結婚。結婚期間中の1981年には、宮崎 雅（みやざき ただし）名義で都はるみとのデュエット曲『ふたりの大阪』を発売し、ヒットとなったが、1982年離婚。その後は作曲家として活動する傍ら、千葉県で歌謡教室を開くなどの活動をしていた。
2009年9月13日、すい臓がんの為に逝去。65歳没。

## 主な作曲作品
- 葵かを里
  - 「北寒流」（2008年）
  - 「各駅列車」（2009年）
  - 「荒波」（2010年）

- 島津悦子
  - 「金沢雨情」（2001年）
  - 「津和野川」（2002年）
  - 「浮草ふたり」（2004年）

- 平浩二
  - 「酔々々」（2006年）

- 千葉一夫
  - 「笛吹川」（2007年）
  - 「秋保の宿」（2008年）

- 西方裕之
  - 「長崎ノクターン」（1996年）